# Tetracranaus zilchi
Tetracranaus zilchi is een hooiwagen uit de familie Cranaidae.